# Piazza Farnese
Piazza Farnese är ett torg i Rione Regola i centrala Rom. Torget (piazzan) domineras av Palazzo Farnese, uppfört mellan 1517 och 1589.

## Beskrivning
På piazzan står två fontäner, varur porlar vatten ur farnesiska liljor. Fontänernas kar härstammar från Caracallas termer. Vid torgets ena kortsida är kyrkan Santa Brigida och Birgittahuset belägna. Här bodde den heliga Birgitta från 1350 till sin död 1373. Vid piazzans norra sida står Palazzo del Gallo di Roccagiovine, ritat av Baldassare Peruzzi och  ombyggt av Alessandro Specchi.

## Bilder

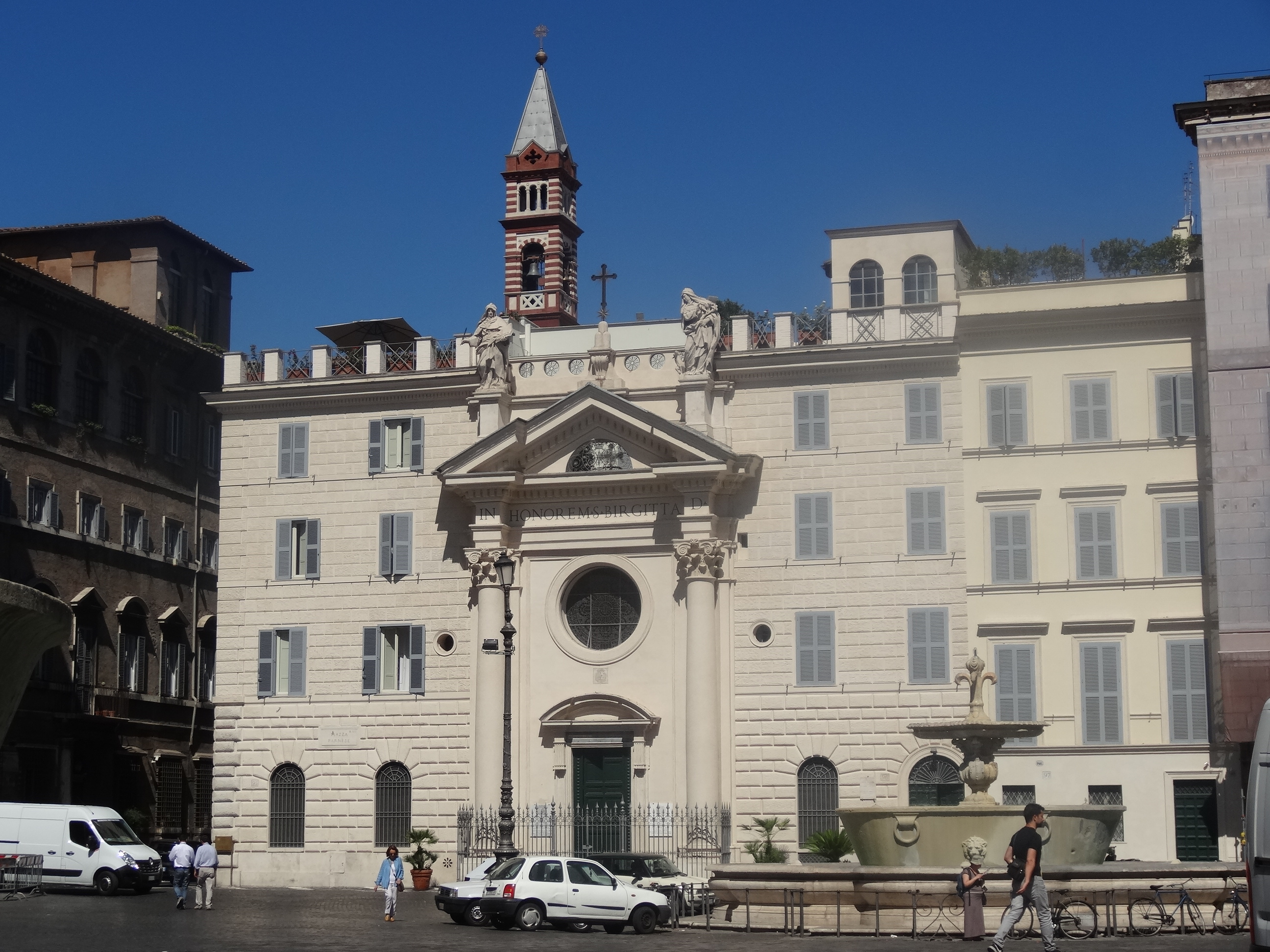
Kyrkan Santa Brigida med Birgittahuset.
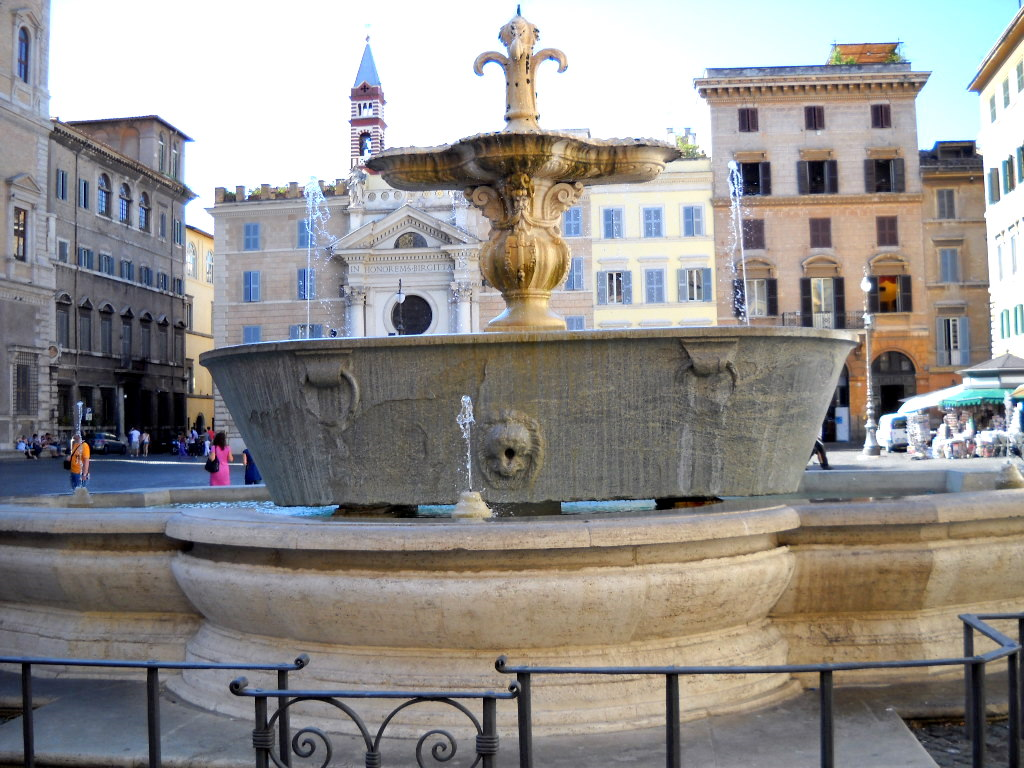
En av piazzans två fontäner.
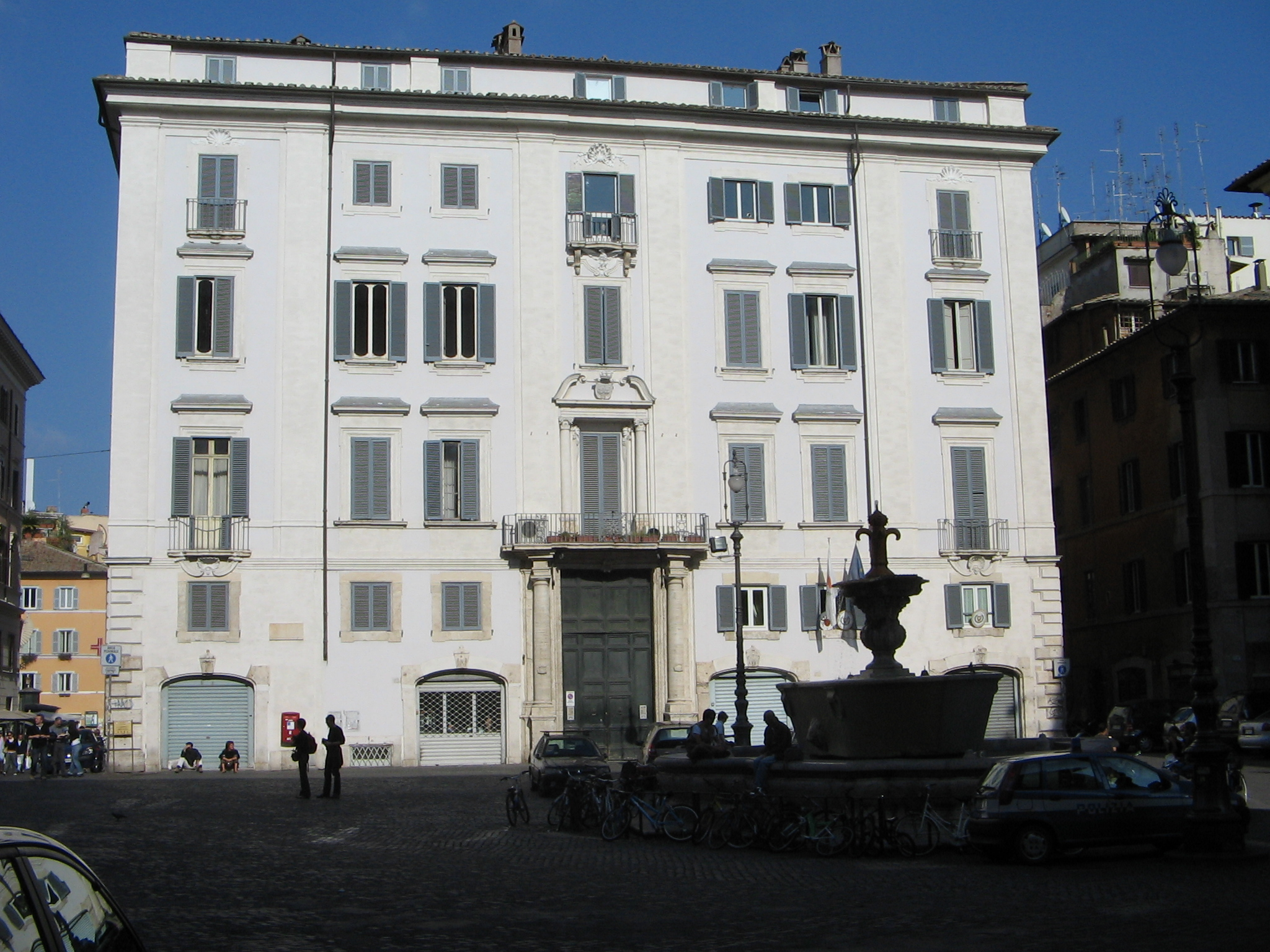
Palazzo del Gallo di Roccagiovine.